# اللحج (المشنة)

تعديل مصدري - تعديل

اللحج هي إحدى قرى عزلة انامر اسفل بمديرية المشنة التابعة لمحافظة إب، بلغ تعداد سكانها 304 نسمة حسب تعداد اليمن لعام 2004.